# Ceratostoma rorifluum
Ceratostoma rorifluum is een slakkensoort uit de familie van de Muricidae. De wetenschappelijke naam van de soort is voor het eerst geldig gepubliceerd in 1849 door Adams & Reeve.